# (148780) Altjira
(148780) Altjira ist ein transneptunisches Objekt im Kuipergürtel, das als Cubewano eingestuft wird. Der Asteroid hat einen Durchmesser von 246 km. Zusammen mit seinem Mond (148780) Altjira 1, der mit einem Durchmesser von etwa 221 km etwas kleiner als Altjira ist, bildet Altjira ein Doppelasteroidensystem. Möglicherweise ist Altjira auch ein Dreifachsystem.

## Entdeckung und Benennung
Altjira wurde am 20. Oktober 2001 von einem Astronomenteam im Rahmen des Projekts Deep Ecliptic Survey vom Kitt-Peak-Nationalobservatorium in Arizona (USA) aus entdeckt. Die Entdeckung wurde am 2. November 2001 bekanntgegeben; der Asteroid erhielt die vorläufige Bezeichnung 2001 UQ18. Am 2. Februar 2007 erhielt er von der IAU die Kleinplaneten-Nummer 148780.
Am 18. Juli 2008 erhielt das Objekt den Namen Altjira, nach der Schöpfungsgottheit der Aborigines. Gemäß der Mythologie des Stammes der Arrernte in Zentral-Australien erschuf Altjira die Erde während der Traumzeit und zog sich danach in den Himmel zurück.
Seit seiner Entdeckung wurde der Planetoid durch verschiedene Teleskope wie das Hubble-, Herschel- und das Spitzer-Weltraumteleskop sowie erdbasierte Teleskope beobachtet. Im September 2017 lagen insgesamt 70 Beobachtungen über einen Zeitraum von 7 Jahren vor.
Im Jahr 2025 wurde eine Arbeit veröffentlicht, welche Hinweise aufzeigt, dass es sich bei Altjira um ein Dreifachsystem handeln könnte.

## Eigenschaften

### Umlaufbahn
Altjira umkreist die Sonne auf einer leicht elliptischen Umlaufbahn zwischen 41,11 AE und 46,91 AE Abstand zu deren Zentrum. Die Bahnexzentrizität beträgt 0,066, die Bahn ist 5,2° gegenüber der Ekliptik geneigt.
Die Umlaufzeit von Altjira beträgt 292,00 Jahre. Dies ist mit der Umlaufzeit von Quaoar (288,8 Jahre) oder von Haumea (284,8 Jahre) vergleichbar. Auf seiner Bahn um die Sonne umkreist Altjira zusammen mit seinem Begleiter (148780) Altjira 1 das gemeinsame Baryzentrum.
Die Rotationsperiode ist gegenwärtig noch unbestimmt. Eine doppelt gebundene Rotation ist aufgrund der weiten Umlaufbahn des Mondes auszuschließen.

### Größe
Der Einzelkörper-Durchmesser (effektiver System-Durchmesser) wird gegenwärtig auf 331 +051−187  km geschätzt. Aufgrund der Doppelnatur des Altjira-Systems wird der eigentliche mittlere Durchmesser von Altjira selbst auf 246 +038−139  km geschätzt; er ist damit nur um 10,1 % größer als sein Begleiter (148780) Altjira 1. Altjira lässt sich gut mit der Größe des Asteroiden (3) Juno vergleichen.
Ausgehend von einem mittleren Durchmesser von 246 km ergibt sich eine Oberfläche von etwa 190.100 km², was etwas unter der Fläche von Senegal liegt.
Altjiras flache Lichtkurve (Δmag<0,10) weist auf eine relativ runde Form mit einer homogenen Oberfläche hin. Neuere Erkenntnisse, dass es sich bei Altjira um ein Dreifachsystem handeln könnte, legen aber nahe, dass der zentrale Körper vielleicht ein sehr enges Doppelsystem ist, dessen Komponenten sich auch berühren könnten (englisch: contact binary).
| Jahr                                         | Abmessungen km                                                | Quelle         |
| -------------------------------------------- | ------------------------------------------------------------- | -------------- |
| 2008                                         | <200,0                                                        | Brucker u. a.  |
| 2011                                         | 220,6 (System) 164,0 ± 36                                     | Grundy u. a.   |
| 2012                                         | 313,0 +050,0−048,0 (System) 257,0 +090,0−092,0 (System) 191,1 | Vilenius u. a. |
| 2014                                         | 331,0 +051,0−187,0 (System) 246,0 +038,0−139,0                | Vilenius u. a. |
| 2018                                         | 264,0                                                         | Brown          |
| Die präziseste Bestimmung ist fett markiert. |                                                               |                |

### Innerer Aufbau
Altjira besitzt wie die meisten transneptunischen Objekte mit 0,043 ein geringes Rückstrahlvermögen. Die Oberflächenfärbung ist damit dunkler als Kohle. Die außerordentlich geringe mittlere Dichte von 0,3 g/cm³ – die weit unter der Dichte von Wasser liegt – ist ein Hinweis darauf, dass es sich nicht um einen kompakten Körper handelt, sondern dass der Asteroid ein Rubble Pile sein dürfte, eine Ansammlung von Staub und Gesteinen, die von Hohlräumen durchsetzt ist.

## Mond
Am 17. März 2007 wurde die Entdeckung eines großen Begleiters um Altjira bekannt gegeben. Die Entdeckung beruht auf Aufnahmen des Hubble-Weltraumteleskops. Der als S/2007 (148780) 1 bezeichnete Mond hat einen Durchmesser von 221 Kilometern und umläuft das gemeinsame Baryzentrum in knapp 140 Tagen innerhalb von Altjiras Hill-Radius (550.000 km) in einem weiten Abstand von etwa 9.900 km.
Das Altjira-System in der Übersicht:
| Komponenten                    | Physikalische Parameter | Physikalische Parameter | Physikalische Parameter | Bahnparameter        | Bahnparameter  | Bahnparameter | Bahnparameter            | Entdeckung       |
| Name                           | Durchmesser (km)        | Relativgröße (%)        | Masse (kg)              | Große Halbachse (km) | Umlaufzeit (d) | Exzentrizität | Inklination zur Ekliptik | Datum Entdeckung |
| ------------------------------ | ----------------------- | ----------------------- | ----------------------- | -------------------- | -------------- | ------------- | ------------------------ | ---------------- |
| (148780) Altjira               | 246,0                   | 100,0                   | ?                       | —                    | —              | —             | —                        | 20. Oktober 2001 |
| (148780) Altjira 1 (Altjira I) | 221,0                   | 89,9                    | ?                       | 9904                 | 139,561        | 0,3445        | 35,19                    | 6. August 2006   |